# Радиоразпръскване
Радиоразпръскване е разпространението (предаването) на аудио-визуално съдържание до широка публика чрез някаква преносна среда, например радиовълни. Тази технология се използва от радиото, телевизията и други електронни медии. Приемащите съдържанието могат да са отделни потребители или цялото население на даден географски район, но по принцип всеки, снабден с подходящ приемник на сигнал. За разлика от радиоразпръскването, установяването на двупосочна връзка между предавател и приемник с цел обмяна на информация между двама или повече кореспонденти с радиовълни се нарича радиовръзка.
В широк смисъл българският термин радиоразпръскване е еквивалент на английската дума broadcast, която буквално преведена означава посяване на семена с широк замах в полето. За първи път е употребена от американски радиоинженери за означаване на аналогово разпространение на радио сигнали. Радиоразпръскването и телевизионното разпръскване (което се различава по използваните честотни ленти) са в основата на работа на електронните масмедии. В тесен смисъл радиоразпръскване означава и само радио (на английски: radio broadcast).
Експериментите по радиоразпръскване започват от 1906 г. и се прилагат на практика от 1920 г. Отначало радиовръзката се осъществява, като по въздуха с помощта на радиовълни (електромагнитните вълни с дължина под 10 m) се разпространява звуков сигнал (глас, музика) от радиопредавател към радиоприемник с помощта на антени.

## Радиорелейни линии
Радиорелейната линия (РРЛ) представлява радиовръзка, която се осъществява чрез насочено предаване на радиосигнали. Тя се състои от отдел и участъци (трасета), които са така определени, че съществува пряка видимост между радиорелейните станции. При проектирането на такава система е необходимо: да се изчисли нивото на сигнала, необходимо за получаване на качествена връзка; да се определи профила на терена, за да се осигури радио видимост между отделните станции; да се изчислят височините на антените в предавателния и приемния пункт. Освен това трябва да се определи и приемния шум, който се внася в цялата линия, и съобразно с него – дължината на отделните участъци. Въз основа на получените резултати се определят чувствителността на приемниците, мощността на предавателите и коефициента на усилване на антените. В много случаи се задава и обратната задача: при зададена конкретна апаратура, усилване на антените, мощност на предавателите и чувствителност на приемниците да се провери дали се осигурява необходимото качество на връзката в най-неблагоприятния участък от линията.
РРЛ се използват за осъществяване на радиовръзка на големи разстояния чрез ретранслация (препредаване) на радиосигналите, пренасящи голям обем информация, например телефонни и служебни съобщения, радио и телевизионни програми, цифрови данни и т.н. За тях е характерно това, че между предавателя и приемника има разположени междинни станции (ретранслатори), които приемат сигналите и след усилване и преобразуване на честотата на носещото им трептение ги предават по-нататък по линията (активна ретранслация) или само отразяват излъчените към тях сигнали по посока на приемника (пасивна ретранслация). Активна ретранслация на сигналите се използва в земните и спътниковите РРЛ, а пасивна ретранслация – в тропосферните РРЛ.
РРЛ се състои от определен брой приемно предавателни радиостанции разположени една спрямо друга, на разстояние, при което се осигурява пряка видимост между антените.
Най-голямо приложение понастоящем имат съоръженията, работещи в ултракъсовия обхват (УКВ или СВЧ), в които предаването на радиосигналите става чрез приземни вълни, разсеяни от тропосферата и йоносферата и свободно разпространяващи се вълни. Предимства на тези системи пред по дълговълновите са тяхната широколентност, възможността за поместване в обхвата на голям брой различни системи, малкото ниво на промишлени и атмосферни смущения в сравнение на вътрешните флуктоационни шумове на системата, използването на сравнително малки по размери антени с тясна диаграма на насочено действие, осигуряващи нормална работа на системата при по-малка мощност на предавателя и съществено потискане на смущенията от други радиосистеми и др.
Честотният диапазон (честотна лента) и означението на подобхватите на УКВ (СВЧ) е изобразен в таблица 1.
| Обхват       | Дължина на вълната | Пълно название на честотите | Съкратено название | Честоти (GHz) |
| ------------ | ------------------ | --------------------------- | ------------------ | ------------- |
| Метрови      | 10 м до 1 м        | Много високи                | VHF                | 0,03 до 0,3   |
| Дециметрови  | 1 м до 0,1 м       | Ултра високи                | UHF                | 0,3 до 3      |
| Сантиметрови | 0,1 м до 0,01 м    | Свръхвисоки                 | SHF                | 3 до 30       |
| Милиметрови  | 10 до 1 мм         | Свръхвисоки                 | SHF                | 30 до 300     |

## Предимства и недостатъци на УКВ диапазона

### Предимства
1. Като първо предимство може да се отбележи твърде широката честотна лента, която им съответства. Тя е от 30 до 30 000 MHz. Тя е около 1000 пъти по-широка от честотната лента, която съответства на всички останали вълни.
2. Честотната лента на пропускане на предавателната и приемната апаратура може да бъде твърде широка.
3. В тази област на радиовълните не се получават смущаващи сигнали от атмосферен и промишлен произход. Следователно устроената връзка с УКВ се характеризира с висока стабилност и надеждност.
4. В УКВ могат да се използват антени с голяма насочености малки размери. По този начин може да се осигури надеждна и с малко паразитни смущения връзка при малка мощност на предавателя. Коефициент на усилване на антената може да стигне до 40 dB т.е. 10 000 пъти по мощност.

### Недостатъци
1. УКВ се разпространява само по права линия и могат да се използват само при пряка видимост между станциите.
2. С УКВ не могат да се устройват връзки на големи разстояния, както с късите вълни, защото те не се отразяват от йоносферата. Поради тази причина за преодоляване на големи разстояния с УКВ трябва да се предвидят междинни станции т.е.трябва да се използват РРЛ.
3. Трудно се конструират генератори и усилватели за дециметровия и сантиметровия обхвати, особено когато предаваният сигнал е широколентов и се изискват големи мощности.
Поради много широката честотна лента за УКВ, физичните свойства на електромагнитните вълни не са еднакви. За различните под обхвати са характерни известни особености. Така например вълните с различни дължини имат различен характер на разпространение:
1. Вълните от 10 до 3 м все още имат способност да се отразяват от йоносферата (както късите вълни);
2. Значителна част от енергията на вълните под 0,02 м се поглъща от молекулите на въздуха и хидрометеорите.
За увеличаване на разстоянието в системите за предаване на радиосигнали на големи разстояния в тях се включват ретранслатори. Радиорелейните линии, в които сигналите се предават чрез ретранслиране на приземната радиовълна с помощта на междинни приемо-предавателни станции, наречени още РРЛ с пряка видимост, работят в дециметровия и сантиметровия обхвати, като за тях са предвидени честотни ленти в областта на 2, 4, 6, 8, 11 и 13 GHz.
Усвояват се и по-високи обхвати, тъй като те позволяват да се разшири информационната честотна лента, а оттам и пропускателната способност на системата. Едновременно с това трябва да се отчита обстоятелството, че в условия на интензивни валежи при такива високи честоти нарастват съществено загубите на сигнална мощност. Цифровите РРЛ използват по-високочестотните обхвати, което се налага от по-голямата широчина на спектъра на цифровите сигнали в сравнение с този на аналоговите. Тъй като радиорелейните линии с пряка видимост работят с малка мощност на предавателите (няколко вата), за осигуряване на надеждна радиовръзка в тях се използват остро насочени антени (с коефициенти на усилване 30...40 dB, a понякога и повече).
Радиокомуникационните системи, в които предаването на радиосигналите на големи разстояния става чрез тропосферна вълна, работят в честотната област от 0,3 до 5 GHz. Принципът на работа на радиокомуникационната система се свежда до преизлъчване на радиосигнала от обем от тропосферата, образуван при пресичането на диаграмите на насочено действие на предавателната и приемната антени, който изпълнява функциите на пасивен ретранслатор. Последният се характеризира с ниска ефективност, тъй като само част от разсеяната енергия на радиосигнала попада в приемната точка, и със значителни изменения на своите параметри в пространството и времето, предизвикващи замирания на сигнала. Това налага в тропосферните радиокомуникационни системи да се използват мощни (няколко KW) предаватели, големи антени (с коефициенти на усилване от 50 до 55 dB) и приемници с нисък шум (с еквивалентна шумова температура от порядъка на 50 – 70 К), а тяхното изграждане да става на базата на разнесено в пространството и по честота приемане. Честотните замирания на сигналите в тропосферната радиолиния са причина за ограничаване на ефективно използваната честотна лента на тези системи до няколко MHz. Разстоянието, на което могат да се предадат сигналите чрез еднократна ретранслация от тропосферата, е в границите от 200 до 400 km. За неговото увеличаване в системата се включват няколко приемо-предавателни станции, отстоящи помежду си на 150... 300 km (в зоната на радиосянка), като по този начин се създава тропосферна радиорелейна линия. Тропосферните радиолинии се използват основно за предаване на телефонни и телеграфни съобщения в труднодостъпни и малко населени райони (пустинни, планински и полярни райони), а също така в райони с големи водни препятствия, където изграждането на радиорелейна линия с пряка видимост е невъзможно или икономически неизгодно.
Подобни на тропосферните радиокомуникационни системи са системите, изградени на принципа на разсейване на радиосигналите от нееднородни в ниските слоеве на йоносферата (на височина от 75 до 95 km). Те работят в честотната област от 30 до 60 MHz, като широчината на предаваната честотна лента не превишава няколко kHz, и чрез тях се осигурява по-голяма далечина на радиовръзката (от 900 до 2000 km). Използването на честоти над 60 MHz води до рязко намаляване на ефективността на разсейване на сигналите, а по-ниски от 30 MHz – до усилване на ефекта на много лъчево разпространение и дълбоки замирания на сигналите. На разстояния по-малки от 900 km радиовръзката за сметка на йоносферното разсейване е практически невъзможна. Йоносферните радиокомуникационни системи подобно на тропосферните имат висок енергиен потенциал (работят с мощни предаватели, малошумящи приемници и антени с голямо усилване) и в тях се използва разнесено приемане, като пропускателната им способност се ограничава от изкривяванията в тракта за разпространение на вълната до няколко телеграфни канала (възможна е и едноканална телефонна връзка, но с относително ниско качество). Скъпото и сложно оборудване на йоносферните радиокомуникационни системи ограничават тяхното приложение основно в полярните райони, където йоносферните бури често нарушават радиовръзката на къси вълни, а прокарването на проводникови линии и използването на тропосферни системи е икономически нецелесъобразно.

## В България
В България първият късовълнов радиоразпръсквателен предавател излиза в ефир от радиостанцията LZA при гара София на 19 януари 1936 г.